# Piliocolobus langi
Il colobo rosso del fiume Lualaba (Piliocolobus langi Allen, 1925) è un primate della famiglia dei Cercopitecidi diffuso in una piccola area della Repubblica Democratica del Congo nord-orientale, nei pressi di Kisangani, tra i fiumi Congo e Aruwimi. Verso oriente il suo areale si estende fino alle vicinanze delle cascate Boyoma sul ramo sorgentifero del Congo (Lualaba).

## Descrizione
Il colobo rosso del fiume Lualaba ha una lunghezza testa-corpo di circa mezzo metro, e un peso medio che varia dai 7,5 (nelle femmine) ai 9 kg (nei maschi). La coda misura 44-66,5 cm. Testa, gola, torace, dorso e braccia sono di colore rossastro, mentre gambe e addome sono color seppia-nerastro.

## Biologia
I colobi rossi del fiume Lualaba vivono nelle foreste tropicali di pianura e si nutrono di foglie, germogli, frutta, fiori, insetti e, eventualmente, anche di semi. Non abbiamo dati sulla sua biologia riproduttiva.

## Tassonomia
Il colobo rosso del fiume Lualaba è stato descritto per la prima volta nel 1925 come Colobus langi. Nella parte orientale del suo areale, nella foresta dell'Ituri, vi è un'ampia regione in cui la popolazione di colobi rossi è frutto dell'ibridazione fra tre specie diverse. Questa regione è compresa tra il fiume Aruwimi a nord, le montagne che cingono ad ovest il lago Edoardo ad est, e giunge fin quasi al fiume Lualaba ad ovest. Le tre specie in questione sono il colobo rosso del fiume Lualaba, il colobo rosso di Oustalet (P. oustaleti) e il colobo rosso di Semliki (P. semlikiensis). Gli ibridi presentano, nella maggior parte dei casi, la regione anteriore del corpo, spalle e braccia, di colore rosso brillante. La parte centrale del dorso, invece, appare arancio-marrone, mentre la parte posteriore, le zampe e la coda sono neri. Gola, petto e ventre sono di colore grigio o giallastro. Tuttavia, sono presenti anche esemplari di colore dal marrone castano al bruno-rossastro scuro. Talvolta questi ibridi sono stati descritti come specie distinta sotto il nome di Piliocolobus ellioti.

## Conservazione
La IUCN non ha ancora preso in esame il colobo rosso del fiume Lualaba sulla sua lista rossa delle specie minacciate. Entro i confini del suo areale non vi sono aree protette.